# Euptychia susanna
Euptychia susanna är en fjärilsart som beskrevs av Hayward 1957. Euptychia susanna ingår i släktet Euptychia och familjen praktfjärilar. Inga underarter finns listade i Catalogue of Life.